# Fritillaria maximowiczii
Fritillaria maximowiczii là một loài thực vật có hoa trong họ Liliaceae. Loài này được Freyn miêu tả khoa học đầu tiên năm 1903.